# アーティストクルー
株式会社 アーティストクルーは、東京都江東区亀戸に本社を置く日本の芸能事務所。

## 所属アーティスト
2023年6月現在。サイト掲載順。

### 声優
| 男性 - 近野誠一郎 - 山本五郎 - 谷口賢 - エイドリアン・”AJ”・スパークス - 玄川大智 - 藤枝惇 - 中野仁 - 斎藤弐式 - 生稲雄二 - 野川和之 - 戸田孝之 - 西田憲礼 | 女性 - 一ノ瀬香織 - 月本こうこ - 谷茜子 - 片桐留奈 - 大島忍 - 井原晴香 - 福住屋いくえ - 新本明恵 - 向山梨花 - あんざいめぐみ - 深崎結菜 - 宮崎唯 - 岩本直子 - 真部透瑠 - 菊地夏恵 |

### 俳優
| 男性 - 今井俊斗 - 本川翔太 ※業務提携 - 五十嵐勇紀 - 今井俊斗 - 髙野真器 - しおん - 早坂隆希 - 千葉翔太 - 谷口賢 - 中野仁 - 斎藤弐式 - 須賀澤一貴 - 石田圭佑 - 野川和之 - 戸田孝之 - 西田憲礼 | 女性 - 長谷川まこ - 谷茜子 - 片桐留奈 - 名嶋あゆみ - 種村幸 - 小林眞弓 - 新本明恵 - 向山梨花 - 荒品愛 - 内海琴葉 - 諸星杏奈 - MARIA - 黒木桃子 - 稲葉胡桃 - 深崎結菜 - 小暮梨緒 |

### クリエイター
- 麻宮騎亜（菊池通隆） - 漫画家
- 酒井陽一 - 作曲家
- Shin.K - 作曲家
- 松田薫 - ボイストレーナー
- @ct - 脚本家
- 天ケ瀬衣那 - 作詞家

### シンガー・ダンサー・パフォーマー
シンガー
- Ryu-To
- 石田圭佑
- megumi
- rena
- 松本美奈

パフォーマー
- みにみに♪ぎゃんぐ

## かつて所属した主なアーティスト
- 永井美奈（声優）
- 名雪佳代（女優）
- 矢薙直樹（声優）
- 山本紗織（声優）
- 花井奏子（声優）